# Анюта (рассказ)
«Аню́та» — рассказ Антона Павловича Чехова. Написан в 1886 году. Ещё при жизни Чехова был переведён на болгарский, немецкий, сербскохорватский и чешский языки.

## История
Рассказ был написан А. П. Чеховым в 1886 году, впервые опубликован 5 марта (по старому стилю: 23 февраля), в журнале «Осколки», № 8 за 1886 год, с подписью А. Чехонте. В отредактированном варианте он появился в сборнике «Пёстрые рассказы» в 1886 году. Позже был включён Чеховым во второй том его сочинений, опубликованных книгоиздателем Адольфом Марксом в 1899—1901 годах.
16 (3-го по старому стилю) февраля 1886 году в письме писателю Н. А. Лейкину Чехов писал о возможных проблемах с цензурой: «Шлю рассказ… В нём тронуты студиозы, но нелиберального ничего нет. Да и пора бросить церемониться». Рассказ был задержан цензорами. 6—7 февраля Лейкин ответил Чехову: «Ваш рассказ, назначенный в № 6, не пропущен. „Анюта“ оставлена цензором до комитета, но это равносильно уже, что рассказ погиб для „Осколков“. Пуританство какое-то, непременно хотят, чтобы в рассказах не были люди, состоящие в внебрачном сожительстве, что ли? Чёрт знает что! Ужасно взбешён ‹…› Корректуру „Анюты“ пока не прилагаю. Завтра днём поеду к цензору и переговорю с ним».
В дальнейшем цензурный комитет пропустил «Анюту», сделав ряд купюр. 13—14 февраля 1886 года Лейкин сообщил Чехову : «Сейчас получил из цензурного комитета пакет с Вашим рассказом „Анюта“. Комитет пропустил его, но с помарками. Помарки заключаются в том, что затуманено внебрачное сожитие с Анютой студента, затуманено, что и раньше она жила с другими студентами. На мой взгляд, рассказ не очень испорчен и все-таки остался хорош».
Перед публикацией рассказа в собрании сочинений Чехов переработал текст — были сделаны сокращения, проведена стилистическая правка, изменён образ Анюты — убраны подробности, подчёркивавшие её бесхарактерность. Из текста был убран персонаж — юрист Кликушин, его монолог был отдан художнику Фетисову. В описании номера из речей персонажей были убраны вульгаризмы, переписан финал рассказа.

## Краткий сюжет
Анюта, молодая девушка, живёт в бедности в номере гостиницы «Лиссабон» со Степаном Клочковым, студентом-медиком третьего курса, являясь для него, помимо прочего, анатомической моделью. Она подрабатывает вышиванием и задумывается, как бы выбраться из нищеты. К ним заходит художник Фетисов и просит Клочкова одолжить ему девушку на пару часов в качестве натурщицы. Клочков соглашается, но у девушки нет желания позировать. Клочков настаивает: «Ну, полно! Человек для искусства просит, а не для пустяков каких-нибудь. Отчего не помочь, если можешь?». Друзья размышляют об эстетике. Художник уводит девушку.
Через некоторое время девушка возвращается от художника, уставшая от долгого стояния в качестве натурщицы. Клочков решает бросить Анюту, но из жалости позволяет ей остаться у него ещё на неделю.

## Экранизация
- 1959 — Три рассказа Чехова, новелла «Анюта», режиссёр Мери Анджапаридзе (дебют в кино)
- 1972 — Четыре портрета / Fire portrætter (ТВ) (Дания), режиссёр Preben Østerfelt (новелла «Анюта»).
- 1975 — Анюта / Anjuta (ТВ) (Финляндия),режиссёр Паули Виртанен[фин.]
- 2007 — Анюта / Anyuta (Франция), режиссёр Юджин Израйлит